# كيسي ألبرت وود
كيسي ألبرت وود هو طبيب كندي، ولد في 21 نوفمبر 1856، وتوفي في 26 يناير 1942.